# Stadtmauer (Waiblingen)

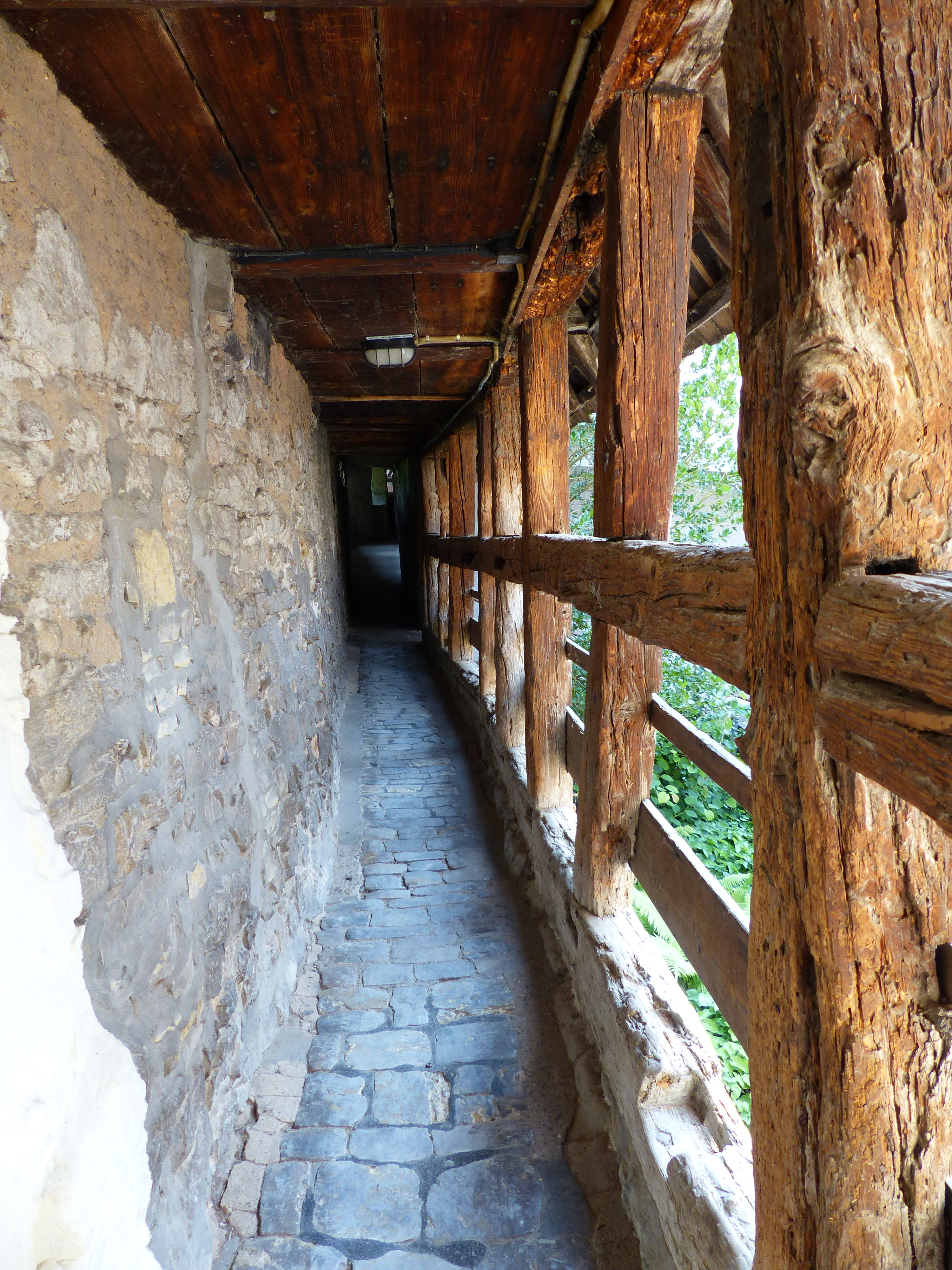
Mauergang in der Stadtmauer

Karte von Waiblingen und der erhaltenen Stadtmauer

Die Stadtmauer ist ein Baudenkmal der Stadt Waiblingen im Rems-Murr-Kreis.
Der Großteil der bis zu zwölf Meter hohen, ringförmigen Hauptmauer ist bis heute erhalten, was Seltenheitswert hat.

## Geschichte

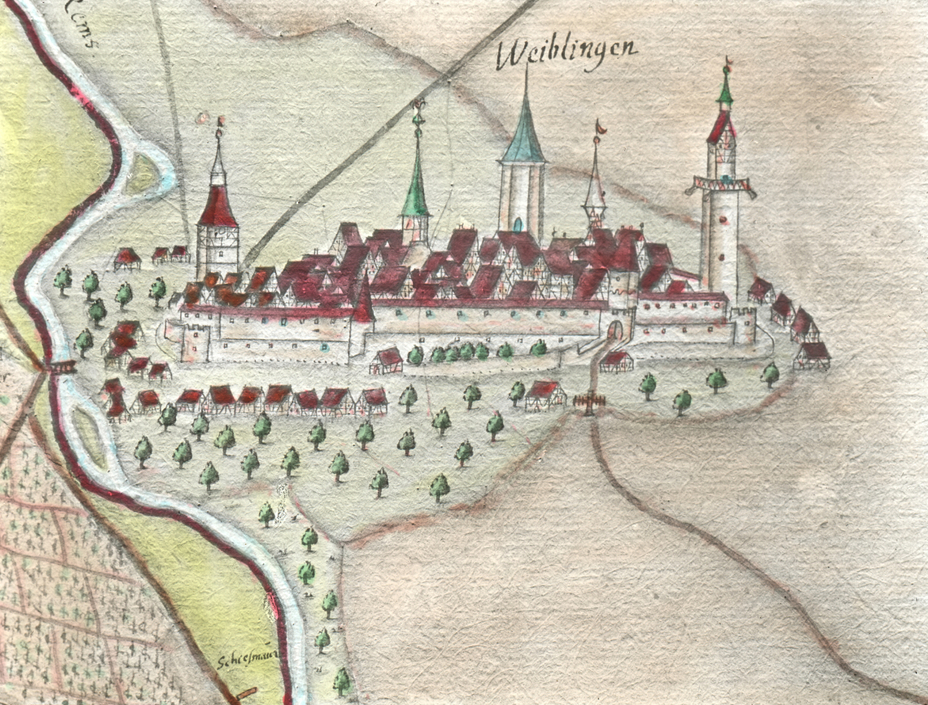
Historische Darstellung der Stadtbefestigung in Richtung Süd-Ost
Rechts der Hochwachtturm, davor das Schmidener Tor; im Hintergrund (v. r. n. l.) das Fellbacher Tor, die Michaelskirche und die ehemalige Nikolauskirche; links der Beinsteiner Torturm; im Vordergrund die Weingärtner Vorstadt

Der Bau des Hauptmauerrings wurde um das Jahre 1250 begonnen. Der älteste Teil der Mauer bildet der Hochwachtturm. Die Vollendung benötigte ungefähr 30 Jahre. Rund 200 Jahre später wurde eine etwa acht Meter hohe Vormauer mit Schalentürmen an den Stellen errichtet, die nicht durch natürliche Gegebenheiten geschützt waren.
Bei dem großen Stadtbrand in Waiblingen 1634 erwies sich die Stadtmauer als Hindernis. Auch, wenn sie zunächst vor dem Angriff der kaiserlichen Truppen schützte. Viele Waiblinger kamen im Feuer um, als sie in Panik beispielsweise über das schmale Tränktor die Stadt verlassen wollten.
Ab 1830, nachdem die Stadtbefestigung in Besitz der Stadtgemeinde überging mussten nachts die Stadttore nicht mehr geschlossen werden. Daraufhin wurde der erste Durchbruch für einen Fußweg am Hochwachtturm umgesetzt. Es folgten weitere.
Ursprünglich existierten 15 Wehrtürme. Einer davon ist der Karzer, welcher bekannt für finstere Überlieferungen ist. Dort wurde während der Pestepidemie 1482/1483 ein Teil der Uni Tübingen durch den Kleriker Georg Hartsesser in den Turm verlagert.
Außerdem existierten drei Stadttore: Der Beinsteiner Torturm, das Schmidener Tor (1832 abgerissen) und das Fellbacher Tor (1838 abgerissen). Des Weiteren gab es drei kleinere Tore: Tränktörle, Bädertörle (erhalten) und Mühl- oder Capell-/Kirchtor (erhalten).
Heute bestehen noch rund 750 m der einst rund 1000 m langen Hauptmauer. 1981 wurde die Vormauer wieder freigelegt.

## Bilder

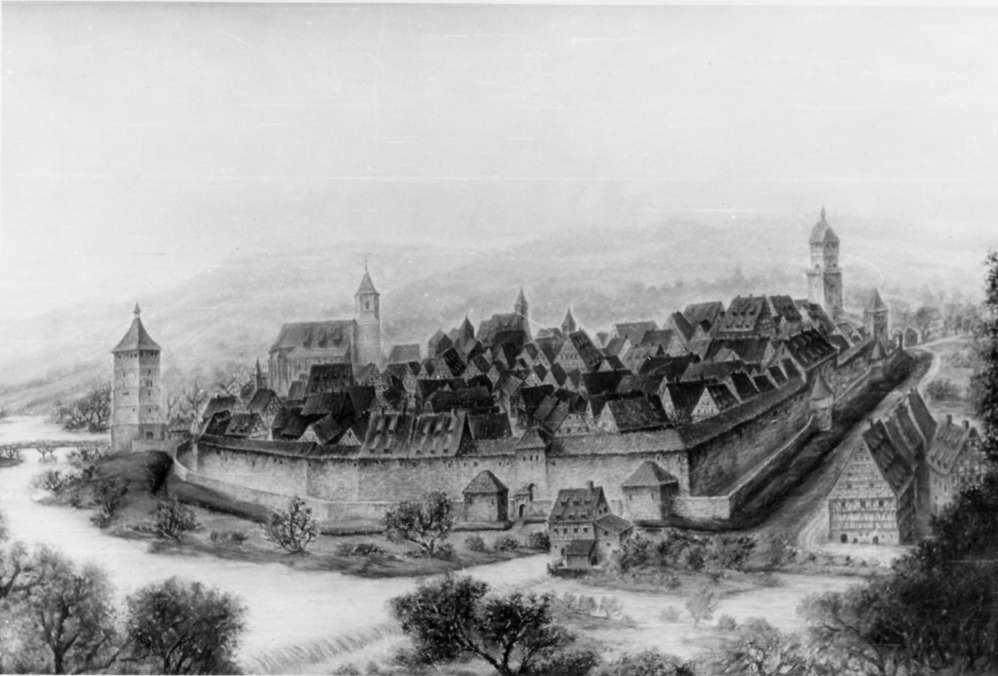
Idealisierte Ansicht der Befestigung im 18. Jahrhundert
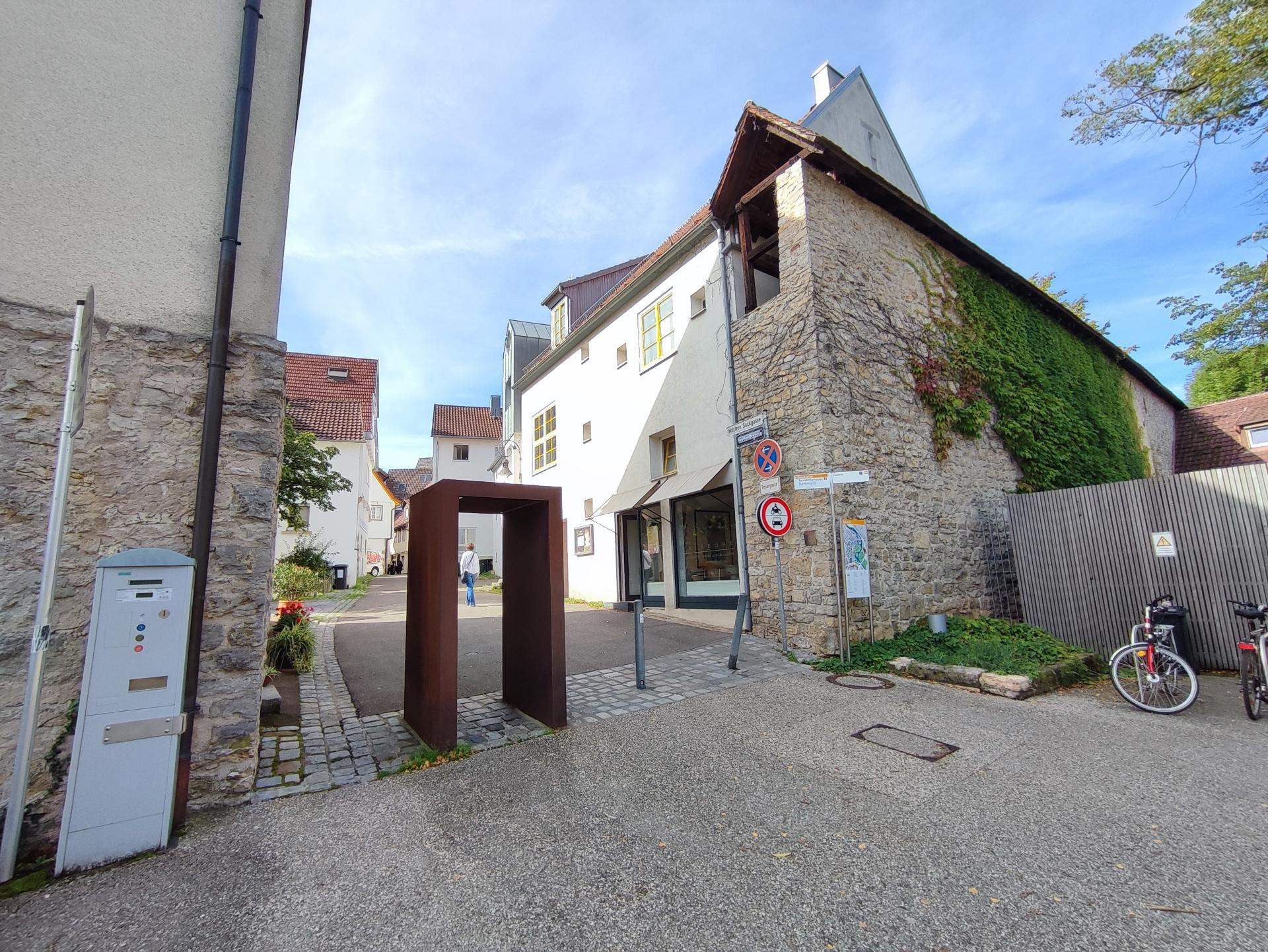
Position und Größe des früheren Tränktörle
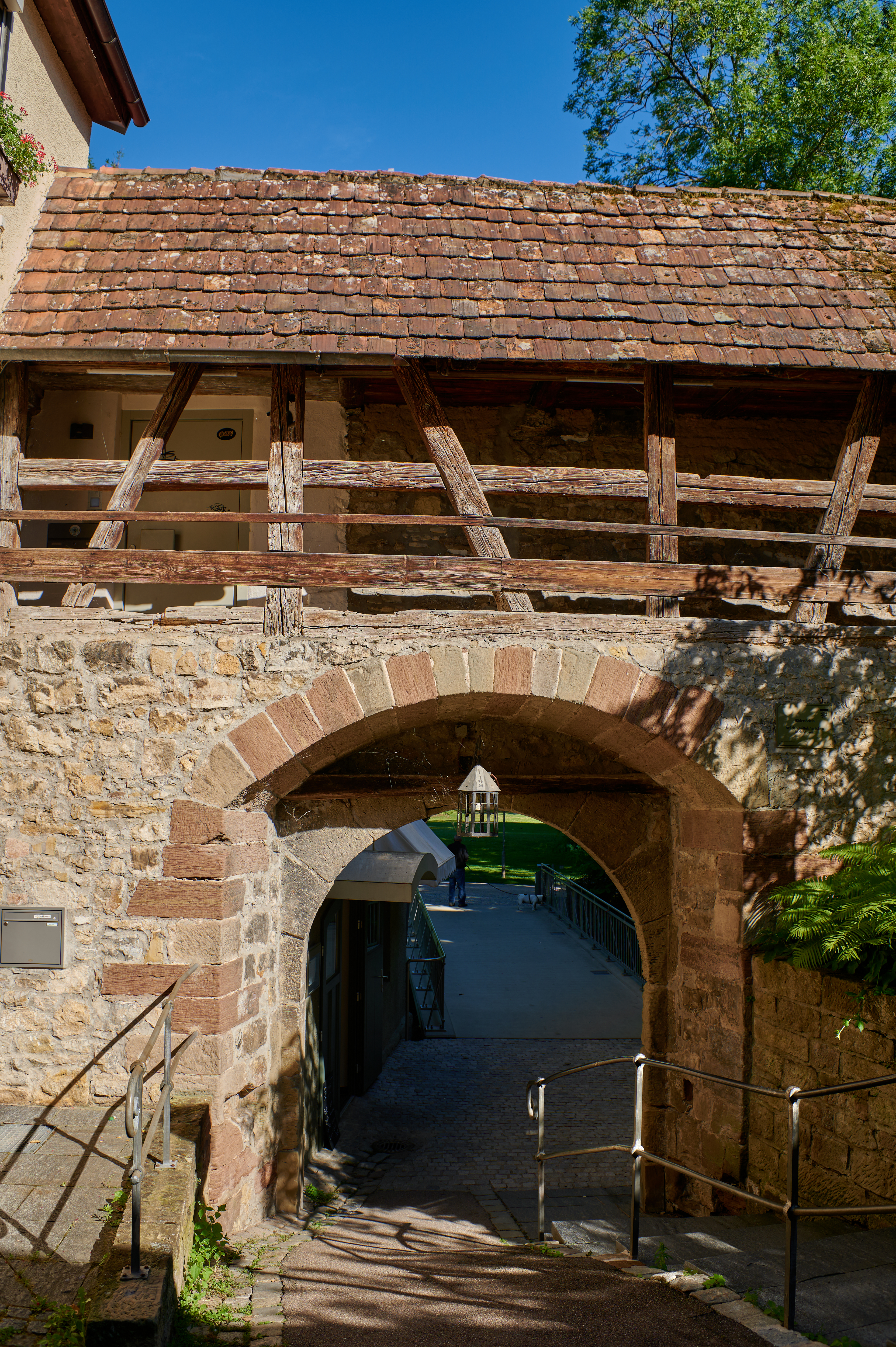
Bädertörle
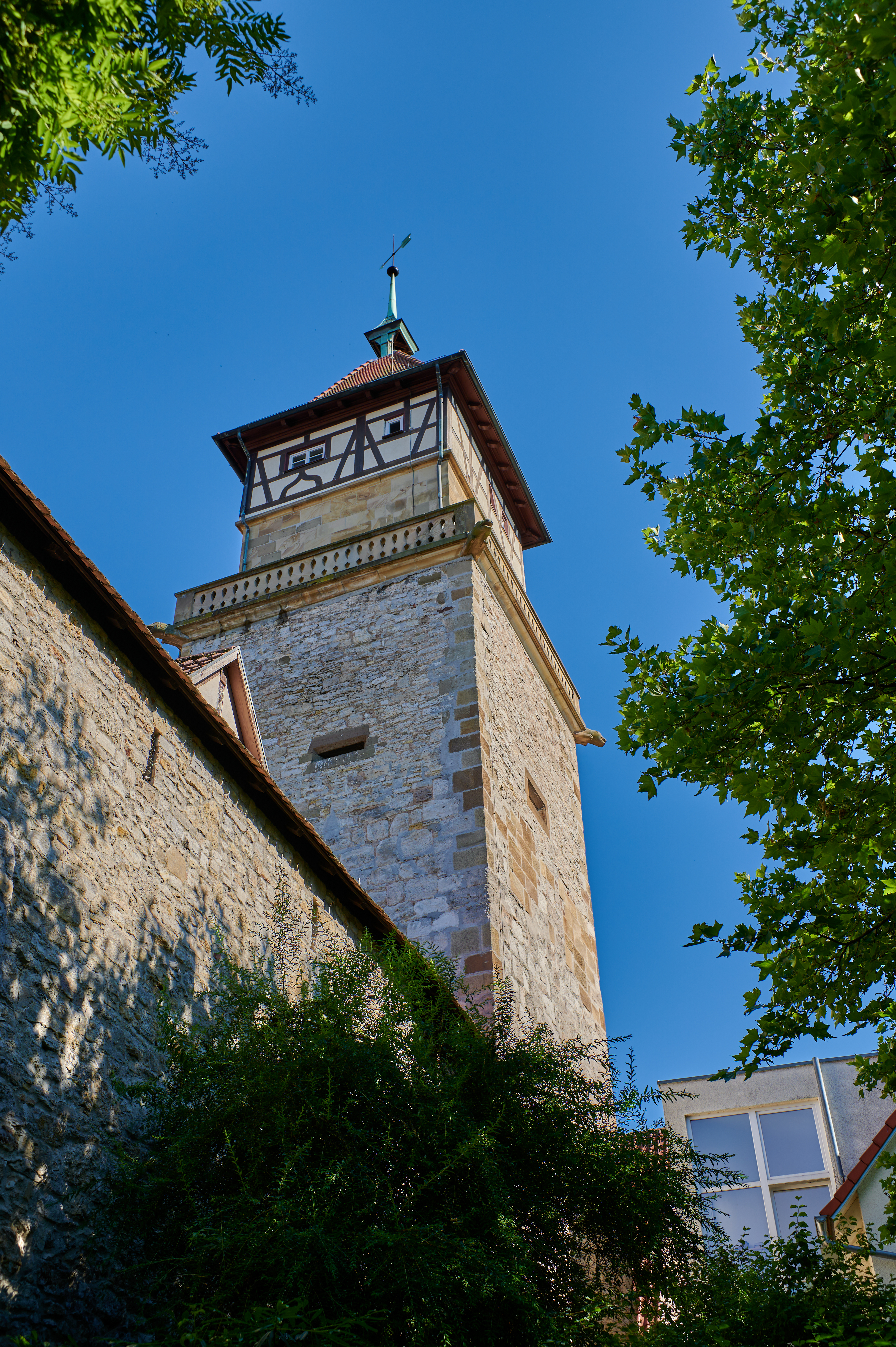
Stadtmauer mit Hochwachtturm
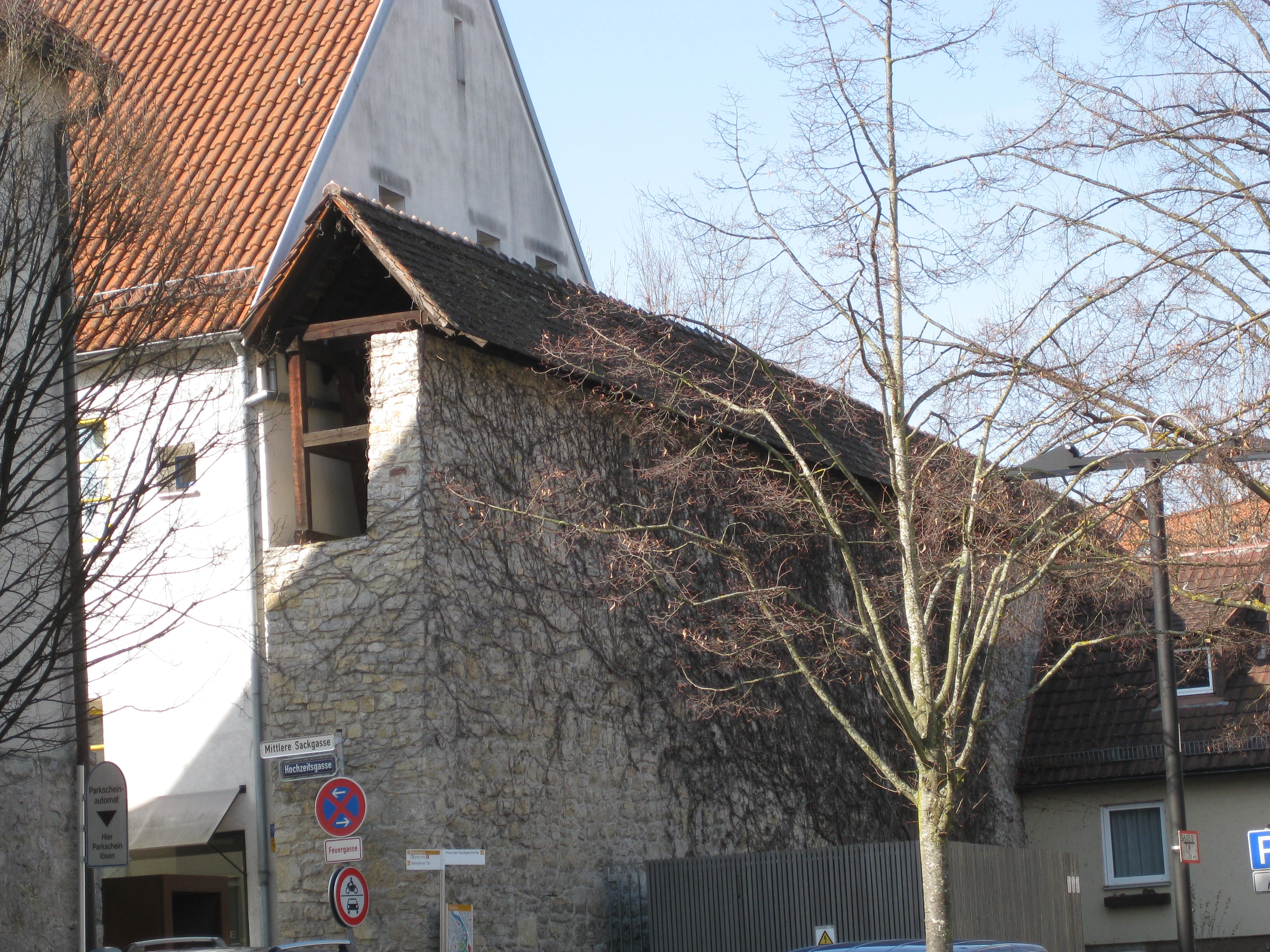
Überdachter Teil der Mauer
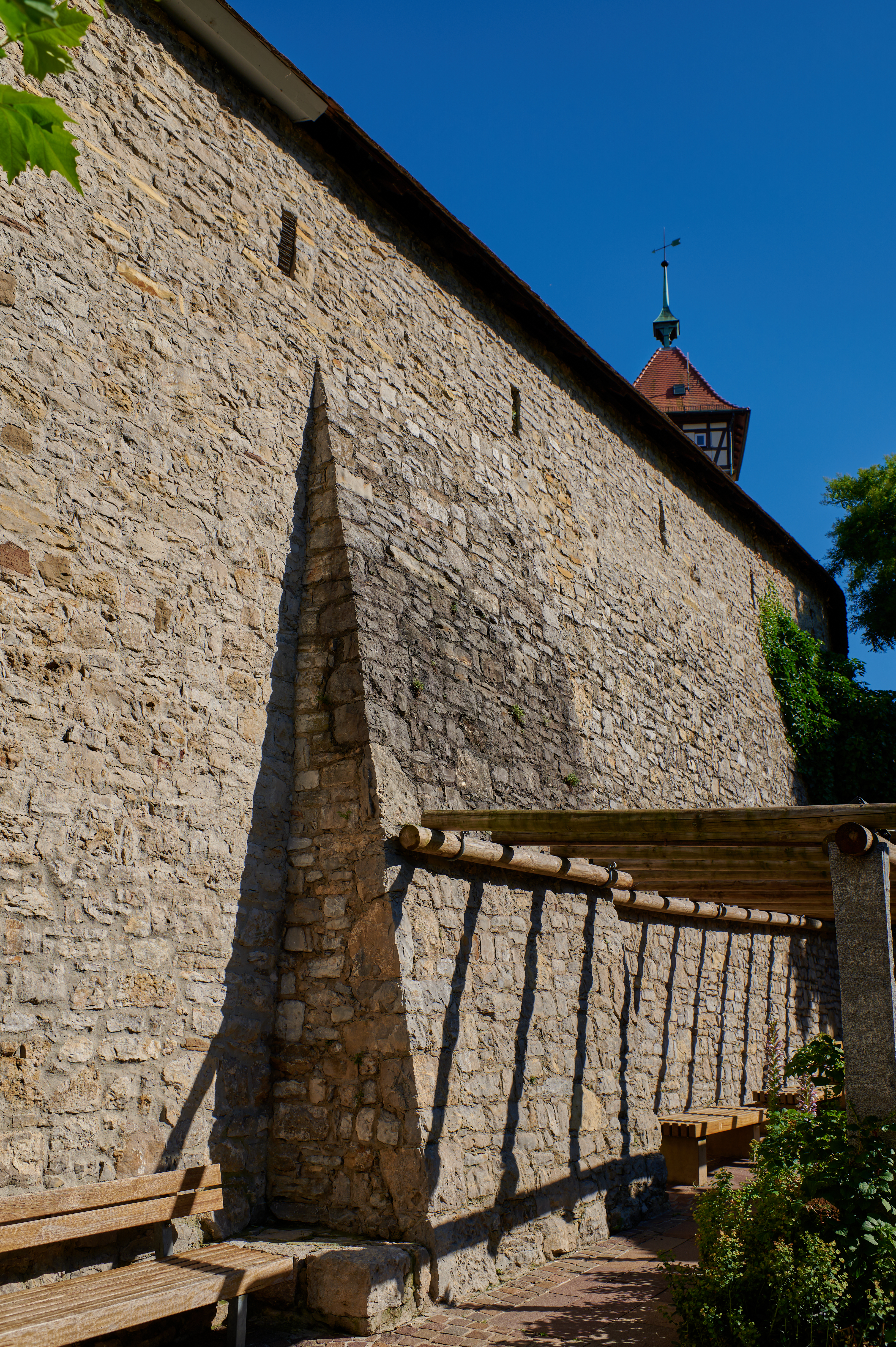
Am Stadtgraben